# Šašek a královna
Šašek a královna je český film režisérky Věry Chytilové z roku 1987.
Film je přepisem stejnojmenné divadelní hry Bolka Polívky, který ve filmu hraje kastelána, jenž ve svých snech vystupuje jako šašek týraný královnou (Chantal Poullain). Tyto sny se mu prolínají i do reálného života, kdy za královnu považuje záhadnou cizinku.
Film se natáčel také na vodním hradu Švihov.